# Abbaye de Stams

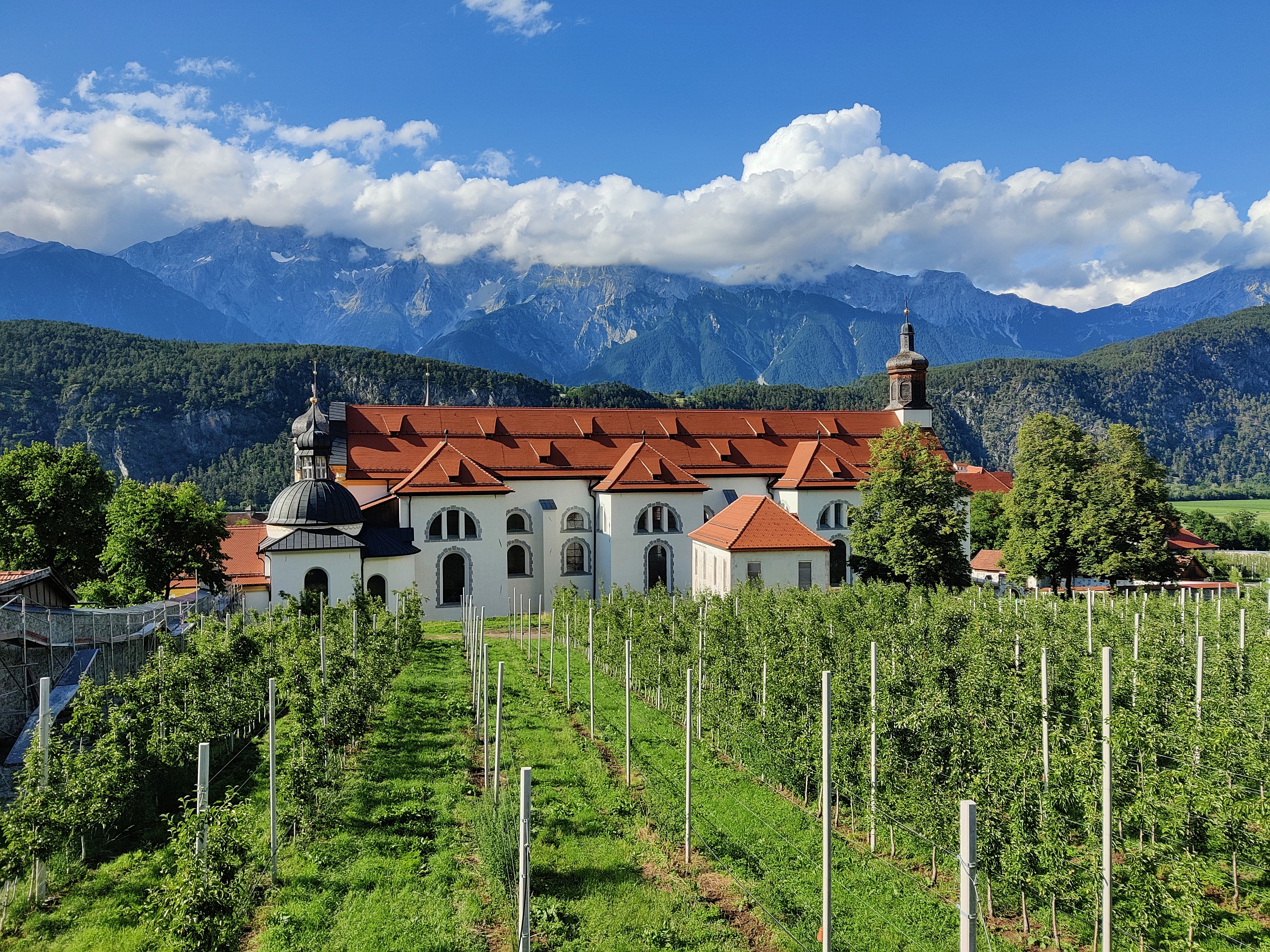
Paysage autour de l'abbaye de Stams. Juillet 2021.

L’abbaye de Stams (en allemand : Stift Stams) est une abbaye cistercienne en activité, située à Stams dans le Tyrol, en Autriche. Elle appartient à la Congrégation de Mehrerau et au diocèse d'Innsbruck.

## Histoire

### Fondation
L'abbaye de Stams est fondée en 1273 par des moines de l'abbaye de Kaisheim, une filiation de la lignée de Morimond, sous la protection d'Élisabeth de Bavière (veuve de Conrad IV de Hohenstaufen) et s'enrichit donc très rapidement, ses possessions s'étendant jusqu'en Souabe. L'abbaye accueille notamment des pèlerins jacquaires sur la route de Saint-Jacques-de-Compostelle. Le comté de Tyrol est alors gouverné par Meinhard de Goritz, le deuxième mari d'Élisabeth, qui, comme certains de ses successeurs, choisit l'abbaye comme lieu de sépulture. C'est notamment le cas de l'archiduc Sigismond d'Autriche, mort le 4 mars 1496

### L'abbaye face aux guerres de la Renaissance
En 1494, l'abbaye est le lieu d'une rencontre diplomatique entre Maximilien Ier du Saint-Empire et le sultan ottoman Bajazet. En 1525, elle est pillée lors de la guerre des Paysans allemands, puis en 1552 par les troupes protestantes sous le commandement de l'électeur Maurice de Saxe durant la guerre de Smalkalde (même la tombe de son frère cadet Séverin est détruite). Enfin, en 1593, elle est dévastée par un incendie.

### La reconstruction baroque
L'abbaye est entièrement reconstruite entre 1650 et 1750, en particulier sous l'abbatiat d'Edmund Zoz. L'abbatiale reçoit deux clochers à bulbe toujours visibles aujourd'hui, ainsi qu'une décoration intérieure de style rococo tranchant avec l'austérité du style cistercien d'origine. Un petit séminaire s'établit dans l'abbaye en 1778.

### Les fermetures
L'abbaye est fermée en 1807 par les troupes bavaroises alliées de Napoléon, mais rouverte en 1816 après le congrès de Vienne. En 1939, un an après l'Anschluss, les nazis font de même fermer l'abbaye, qui ne rouvre qu'en 1945.

### La renaissance
Entre 1973 et 1985, l'abbaye est entièrement rénovée, rénovation de qualité qui reçoit en 2010 le prix de la fondation Europa Nostra. L'abbatiale est en outre érigée en basilique mineure par Jean-Paul II en 1984.